# Borowo (rejon ostrowiecki)
Borowo (biał. Барова, Barowa; ros. Борово, Borowo) – chutor na Białorusi, w obwodzie grodzieńskim, w rejonie ostrowieckim, w sielsowiecie Ryteń.

## Warunki naturalne
Chutor położony jest nad Jeziorem Klewel, na terenie Rezerwatu Krajobrazowego Jeziora Soroczańskie. Otoczony jest lasami.

## Historia
W dwudziestoleciu międzywojennym zaścianek leżący w Polsce, w województwie wileńskim, w powiecie święciańskim, w gminie Aleksandrowo/Żukojnie.
Po II wojnie światowej w granicach Związku Sowieckiego. Od 1991 w niepodległej Białorusi.